# Horst Gallert
 Horst Gallert (* 23. Juli 1937 in Bautzen) ist ein deutscher Politiker (DDR-CDU, ab 1990 CDU). Er war von 1990 bis 1994 Mitglied des Sächsischen Landtages und von 1992 bis 2001 Landrat im Landkreis Bautzen.

## Leben und Beruf
Horst Gallert besuchte die Erweiterte Oberschule in Bautzen und legte dort auch sein Abitur ab. Er lernte Kraftfahrzeugschlosser und machte im Anschluss bis 1962 ein Ingenieurstudium an der Ingenieurschule für Fördertechnik Bautzen.
Er war als Technologe im VEB DKK Scharfenstein bis 1963 und von 1964 bis 1969  im VEB Armaturenwerk Wehrsdorf beschäftigt.  Danach war er bis 1987 als Absatzleiter in der Maschinenfabrik Guido Hermann in Großschönau und als  Betriebsdirektor von 1987 bis Mai 1990 im VEB Späneförderanlagen Schirgiswalde. Ab Juni des Jahres wurde er dann als Geschäftsführer bei Ernst Teubner (Stahl- und Forderanlagenbau GmbH) angestellt.
Er ist evangelisch, verheiratet und hat zwei Kinder.

## Politik
Horst Gallert wurde 1963 Mitglied der Ost-CDU und saß seit 1972 in deren Kreisvorstand. Seit 1965 war er Kreistagsabgeordneter im Kreis Bautzen. Nach der Wende wurde er im Mai 1990 Abgeordneter der Stadtverordnetenversammlung Schirgiswalde.
Er wurde über den Wahlkreis 33 (Bautzen II— Löbau II) der CDU Sachsen 1990 in den Sächsischen Landtag gewählt. Er konnte sich in seinem Wahlkreis  mit 58,5 % gegenüber der SPD mit 13,5 % und der PDS mit 10,7 % durchsetzten. Im Parlament gehörte er unter anderem dem Verfassungs- und Rechtsausschuss sowie dem Ausschuss für Wirtschaft und Arbeit an. Er blieb nur diese eine Wahlperiode Abgeordneter im Landtag.
Während der Zeit seines  Landtagsmandates wurde er auch als Landrat im Landkreis Bautzen gewählt und hatte dieses Amt vom 3. September 1992 bis zum 31. August 2001 inne. Danach stellte er sich nicht mehr zur Wahl.
Vom 26. Januar bis zum 5. April 1995 stand Gallert dem Sächsischen Landkreistag e.V. als Präsident vor.